# مارك هول
مارك هول هو ملحن ودي جيه كندي، ولد في 1972 في وندسور في كندا.

## وصلات خارجية
- الموقع الرسمي
- مارك هول على موقع ميوزك برينز (الإنجليزية)
- مارك هول على موقع ديسكوغز (الإنجليزية)